# Stamicovo kvarteto
Stamicovo kvarteto je české hudební uskupení (smyčcové kvarteto) založené roku 1985, kdy navazovalo na předchozí Doležalovo kvarteto. Členové Stamicova kvarteta se seznámili během svých studií na Hudební fakultě Akademie múzických umění (HAMU). Na prvním koncertu 16. září 1985 vystoupili se skladbami Wolfganga Amadea Mozarta, Leoše Janáčka a Antonína Dvořáka. Ve svém repertoáru má kvarteto skladby jak českých, tak také zahraničních autorů. Během kariéry získalo uskupení také mezinárodní ocenění. Dvakrát obdrželo Grand Prix du Disque de l'Académie Charles Cros a též ocenění Zlatá ladička, udělované periodikem Diapason za nahrávky skladeb Antonína Dvořáka a Bohuslava Martinů nahraných společností Bayer Records. Vedle toho zvítězili ve srovnávací anketě londýnského časopisu Gramophone s nahrávkou kvartet z tvorby Leoše Janáčka. Dvě ze svých nahrávek pořídilo kvarteto i v pražském kostele U Jákobova žebříku.

## Obsazení
Kvarteto hraje ve složení:
- Jindřich Pazdera (housle)
- Josef Kekula (housle)
- Jan Pěruška (viola)
- Petr Hejný (violoncello)